# Áo cưới thiên đường
Áo cưới thiên đường là một bộ phim truyền hình được thực hiện bởi Công ty cổ phần phim Thiên Ngân, do Nguyễn Duy Võ Ngọc làm đạo diễn. Phim phát sóng vào lúc 22h30 từ thứ 5 đến Chủ nhật hàng tuần, bắt đầu từ ngày 11 tháng 6 năm 2009 và kết thúc vào ngày 28 tháng 8 năm 2009 trên kênh HTV9.

## Nội dung
Áo cưới thiên đường xoay quanh những chuyện bi hài của hôn nhân, diễn ra tại một tiệm áo cưới, với những cặp uyên ương kỳ quặc đến thuê váy và các nhân viên không kém lập dị.

## Diễn viên
- Huy Khánh trong vai Phong[5]
- Đinh Ngọc Diệp trong vai Thư
- Xuân Hòa trong vai Hiền
- Bằng Lăng trong vai Kim
- Minh Trí trong vai Tùng
- Quyền Lộc trong vai Lâm
- Diễm My 9x trong vai Mi Mi
- NSƯT Trịnh Kim Chi trong vai Thanh Lan
- Ngọc Tưởng trong vai Hoàng[6]
- Phi Long trong vai Thái[7]
- Hải Lý trong vai Mẹ Thái
- Thanh Vy trong vai Bà Ngọc
- WanBi Tuấn Anh trong vai Thành Phúc[8]
- Angela Phương Trinh trong vai Linh
- Kinh Quốc trong vai Nam Bóng
- Lê Bình trong vai Ông Hậu

Cùng một số diễn viên khác....

## Ca khúc trong phim
Bài hát trong phim là ca khúc "Hạnh phúc ơi" do Võ Thiện Thanh sáng tác và 5 Dòng Kẻ thể hiện.

## Giải thưởng
| Năm  | Giải thưởng   | Hạng mục                  | (Người) đề cử | Kết quả   | Tham khảo    |
| ---- | ------------- | ------------------------- | ------------- | --------- | ------------ |
| 2009 | Giải Mai Vàng | Nam diễn viên truyền hình | Phi Long      | Đoạt giải | [ 9 ] [ 10 ] |